# Hanna Ladoul
 (janvier 2019).
Hanna Ladoul, née le 1er juin 1990 en Allemagne, est une scénariste et réalisatrice française.

## Biographie
En 2018, son premier long métrage Nous les coyotes, co-réalisé avec Marco La Via, est présenté au 71e festival de Cannes, dans la programmation de l'ACID,. Le film sort au cinéma, en France, le 12 décembre 2018.

## Filmographie
- 2012 : Le Populisme au féminin (documentaire, 55 min)
- 2016 : Diane from the Moon (court métrage, 11 min)
- 2018 : Nous les coyotes (en anglais : We the Coyotes)
- 2024 : Au fil des saisons